# Ржевка (Ленинградская область)
Ржевка — деревня в Клопицком сельском поселении Волосовского района Ленинградской области.

## История
Согласно «Топографической карте частей Санкт-Петербургской и Выборгской губерний» 1860 года на месте современной деревни находились четыре отдельно стоящих двора под общим названием Оржевка.
- План деревни Ржевка. 1885 год

Согласно «Карте окрестностей Санкт-Петербурга» в 1885 году деревня называлась Ново-Ржевка и состояла из 4 крестьянских дворов лифляндских поселенцев.
В конце XIX — начале XX века деревня административно относилась к 1-му стану Петергофского уезда Санкт-Петербургской губернии.
На карте 1913 года деревня обозначена как Посёлок Ново-Ржевка, а территория вокруг — как Лифляндские посёлки.
С 1917 по 1922 год деревня Ржевка входила в состав Сокколовского сельсовета Губаницкой волости Петергофского уезда.
С 1922 года в составе Череповицкого сельсовета.
С 1923 года в составе Троцкого уезда.
С 1924 года в составе Волосовского сельсовета.
С 1926 года вновь в составе Череповицкого сельсовета. Согласно данным переписи населения СССР 1926 года на хуторах Ржевка Череповицкого сельсовета Губаницкой волости проживали 116 человек — большинство эстонцы, а также русские.
С 1927 года в составе Венгиссаровской волости, а затем Волосовского района.
С 1928 года вновь в составе Волосовского сельсовета. В 1928 году население деревни Ржевка также составляло 116 человек.
- План деревни Ржевка. 1930 год

Согласно топографической карте 1930 года деревня называлась Ново Ржевка.
По данным 1933 года деревня Ржевка входила в состав Волосовского сельсовета Волосовского района.
С 1 января 1940 года деревня Ржевка учитывается областными административными данными как посёлок Ржевка.
C 1 августа 1941 года по 31 декабря 1943 года посёлок находился в оккупации.
С 1963 года в составе Кингисеппского района. 
С 1965 года в составе Волосовского района. В 1965 году население посёлка Ржевка составляло 66 человек.
По данным 1966 года деревня Ржевка также входила в состав Волосовского сельсовета.
По административным данным 1973 и 1990 годов деревня Ржевка входила в состав Губаницкого сельсовета.
В 1997 году в деревне Ржевка проживали 13 человек, деревня относилась к Губаницкой волости, в 2002 году — 12 человек (русские — 75 %), в 2007 году — 10 человек.
В мае 2019 года Губаницкое и Сельцовское сельские поселения вошли в состав Клопицкого сельского поселения.

## География
Деревня расположена в северо-восточной части района к востоку от автодороги 41К-014 (Волосово — Керново).
Расстояние до административного центра поселения — 12 км.
Расстояние до ближайшей железнодорожной станции Волосово — 6 км.

## Демография
| 2002 | 2007 | 2010 | 2017 |
| ---- | ---- | ---- | ---- |
| 12   | ↘10  | ↗30  | ↘12  |

### Национальный состав
Согласно данным Всероссийской переписи населения 2021 года в деревне проживали 25 человек, из них:
 русские — 20, киргизы — 2, армяне — 1, татары — 1 человек, один человек национальность не указал.